# Nils Hellsten (tornász)
Nils Robert Hellsten  (Stockholm, 1885. október 7. – Stockholm, 1963. november 14.) olimpiai bajnok svéd tornász.
Részt vett az 1908. évi nyári olimpiai játékokon, és tornában csapat összetettben aranyérmes lett.
Klubcsapata a Stockholms GF volt.